# Работнов, Тихон Александрович
Ти́хон Алекса́ндрович Рабо́тнов (1904—2000) — советский и российский геоботаник. Вместе с Л. Г. Раменским и И. В. Лариным принадлежал к числу самых известных специалистов в области луговедения и луговодства.

## Биография
Родился 24 июля (6 августа) 1904 года в Ярославле. Окончил агрономический факультет Ярославского государственного университета в 1924 году.
Более 40 лет (с 1924 по 1967) проработал в Государственном луговом институте.
Кандидат сельскохозяйственных и биологических наук (1936), доктор биологических наук (1949).
В Московском университете читал курсы лекций: «Луговедение» (с 1948 года), «Фитоценология» (с 1968 по 1994 год), «История геоботаники» (до 1998 года). Профессор, заведующий кафедрой геоботаники биологического факультета МГУ (1968—1981). Подготовил более 30 кандидатов наук. Опубликовал более 500 научных работ. За рубежом Работнов был одним из самых «цитируемых» ботаников России.
Область научных интересов: разносторонние обследования пойменных лугов и болот европейской части СССР и Якутии, разработка приёмов улучшения пойменных лугов. В трёхтомнике «Кормовые растения сенокосов и пастбищ СССР» были опубликованы обобщённые сведения по биологии многих видов растений. Один из основоположников популяционного направления в изучении состава и структуры растительных сообществ. Дал оригинальное видение луговых ценозов, показал отсутствие в них ярусности, слабые эдификаторные свойства доминант, разработал систему фитоценотипов луговых растений, создал классификацию типов флуктуационной динамики лугов, активно внедрял экологические шкалы и флористические подходы для изучения луговых фитоценозов. Создал классификацию типов популяций растений по их возрастному составу, на основании которой стал возможен прогноз популяционной динамики и сукцессионных трендов. Тема докторской диссертации — «Жизненный цикл многолетних травянистых растений и фенотипический состав их популяций в луговых ценозах».
Умер 16 сентября 2000 года. Похоронен в Москве на Хованском кладбище.
Жена — доктор химических наук Ревекка Хаимовна Бурштейн.

## Награды и звания
- Сталинская премия второй степени (1951) — за научный труд «Кормовые растения сенокосов и пастбищ СССР» т. 1 (1950)
- заслуженный профессор Московского университета (1993)
- Почётный член Русского ботанического общества, Московского общества испытателей природы, Чехословацкого ботанического общества и Британского экологического общества. Вице-президент Международного общества биологов-исследователей популяций растений
- орден Ленина
- медали
- заслуженный деятель науки РСФСР
- заслуженный Соросовский профессор[2]

## Сочинения
- Жизненный цикл многолетних травянистых растений в луговых ценозах // Тр. БИН АН СССР, сер. 3. Геоботаника. 1950. 6. С. 7-204.
- Травянистые растения СССР : В 2-х т. / Под ред. Т. А. Работнова. — М.: Мысль, 1971.
- О биогеоценозах // Бюллетень МОИП. Отдел биологический. — 1976. — Т. 81, вып. 2.
- Работнов Т. А. Фитоценология: Учебное пособие для биологических факультетов вузов. — М.: Изд-во МГУ, 1978. — 384 с.
- Работнов Т. А. Фитоценология: Учебное пособие для вузов по спец. «Биология». — 2-е изд. — М.: Изд-во МГУ, 1983. — 292 с.
- Работнов Т. А. Луговедение. — 2-е изд. — М.: Изд-во МГУ, 1984. — 320 с.
- Работнов Т. А. Фитоценология: Учебное пособие для вузов. — 3-е изд., перераб. и доп. — М.: Изд-во МГУ, 1992. — 352 с. — 1600 экз.
- Работнов Т. А. История фитоценологии: Учебное пособие. — М.: Аргус, 1995. — 158 с. — 1000 экз. — ISBN 5-85549-074-2.
- Работнов Т. А. Экспериментальная фитоценология: Учеб. пособие для студентов вузов, обучающихся по направлению и спец. «Биология». — М.: Изд-во МГУ, 1998. — 240 с. — 500 экз. — ISBN 5-211-03402-3.

### Статьи
- Работнов Т. А., Меднис Я. А. Ольха как азотсобиратель // Природа : журнал. — 1936. — № 6. — С. 94—99.
- Работнов Т. А. О влиянии ольхи серой на урожайность травянистых растений // Природа : журнал. — 1939. — № 6. — С. 72—73.
- Работнов Т. А. О влиянии ольхи серой на почву и травянистую растительность // Природа : журнал. — 1938. — № 3. — С. 94—98.